# Álvaro Uribe
Álvaro Uribe Vélez (n. 4 iulie 1952, Medellín, Columbia) este un politician columbian, care a servit în funcția de Președinte al Columbiei între 2002 și 2010 (al 31-lea). În 2012 Uribe și un grup de aliați politici au fondat mișcarea Centrul Democratic pentru a contesta alegerile naționale din 2014.
Uribe și-a început cariera sa politică în departamentul natal Antioquia. Ulterior a devenit Ministru al Muncii, iar apoi și al Aeronauticii Civile. În 1982 a devenit primar al orașului Medellín, iar între 1986 și 1994 a fost senator. Înainte de a fi ales Președinte la Columbiei în 2002, Uribe a fost Guvernator al departamentului Antioquia între 1995 și 1997.
Înainte de a se implica în politică Uribe a fost jurist. Și-a făcut studiile la Universitarea din Antioquia, iar apoi a absolvit Harvard Extension School, unde a primit Certificat de Studii Speciale în Administrare și Management, în 1993.